# قلعة ليماسول

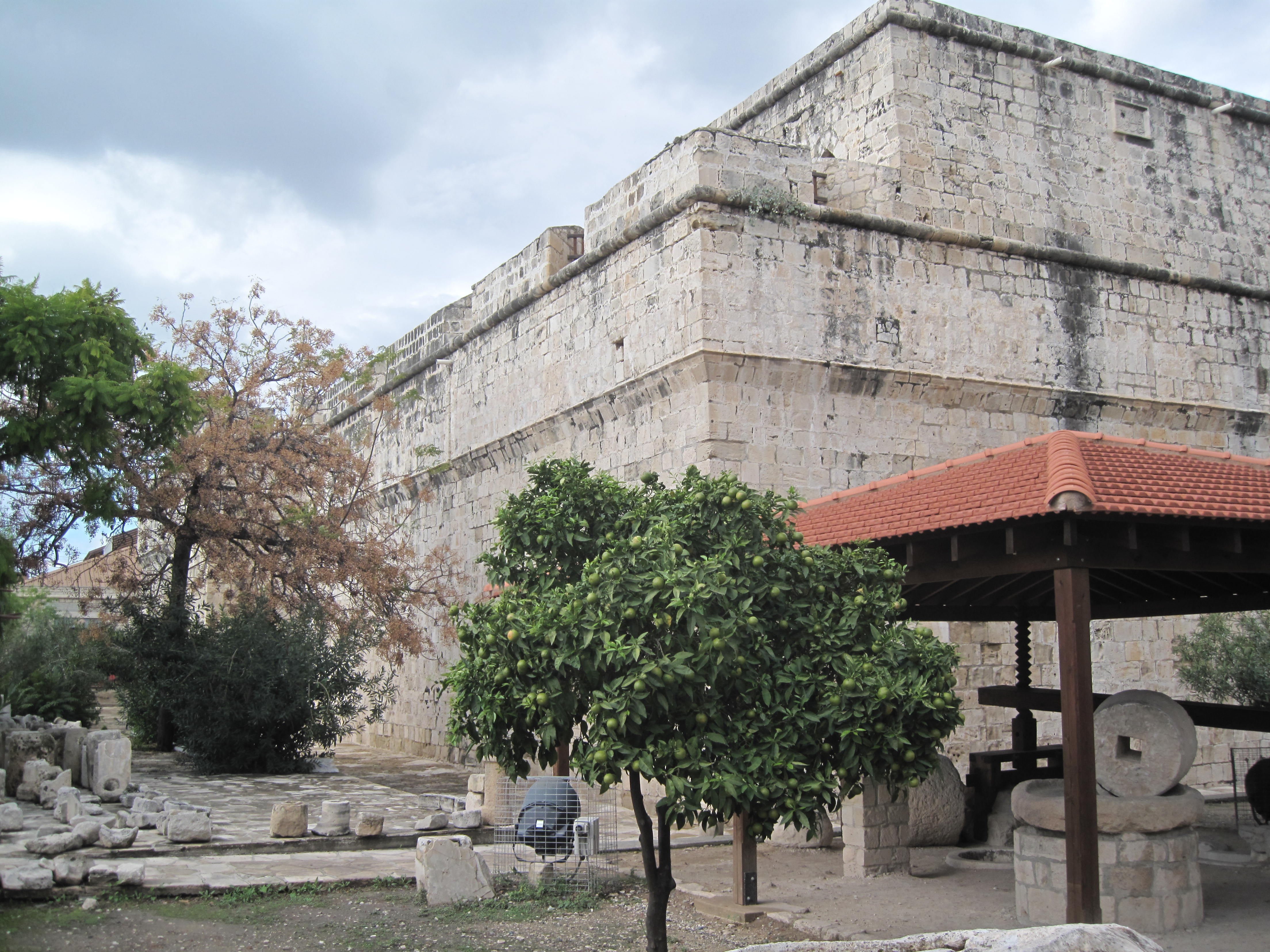
قلعة ليماسول

موقعها على خارطة قبرص

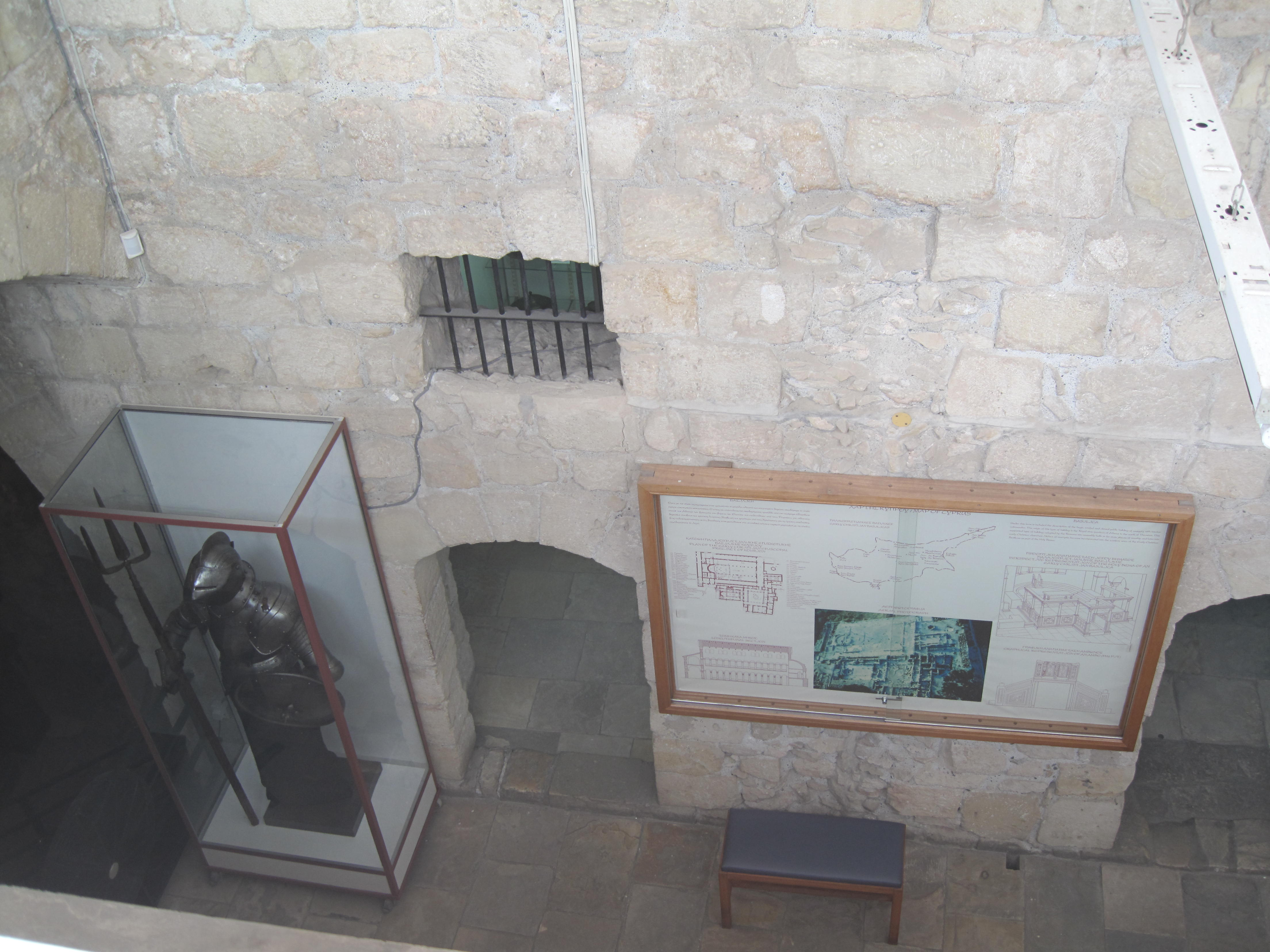
قلعة ليماسول من الداخل

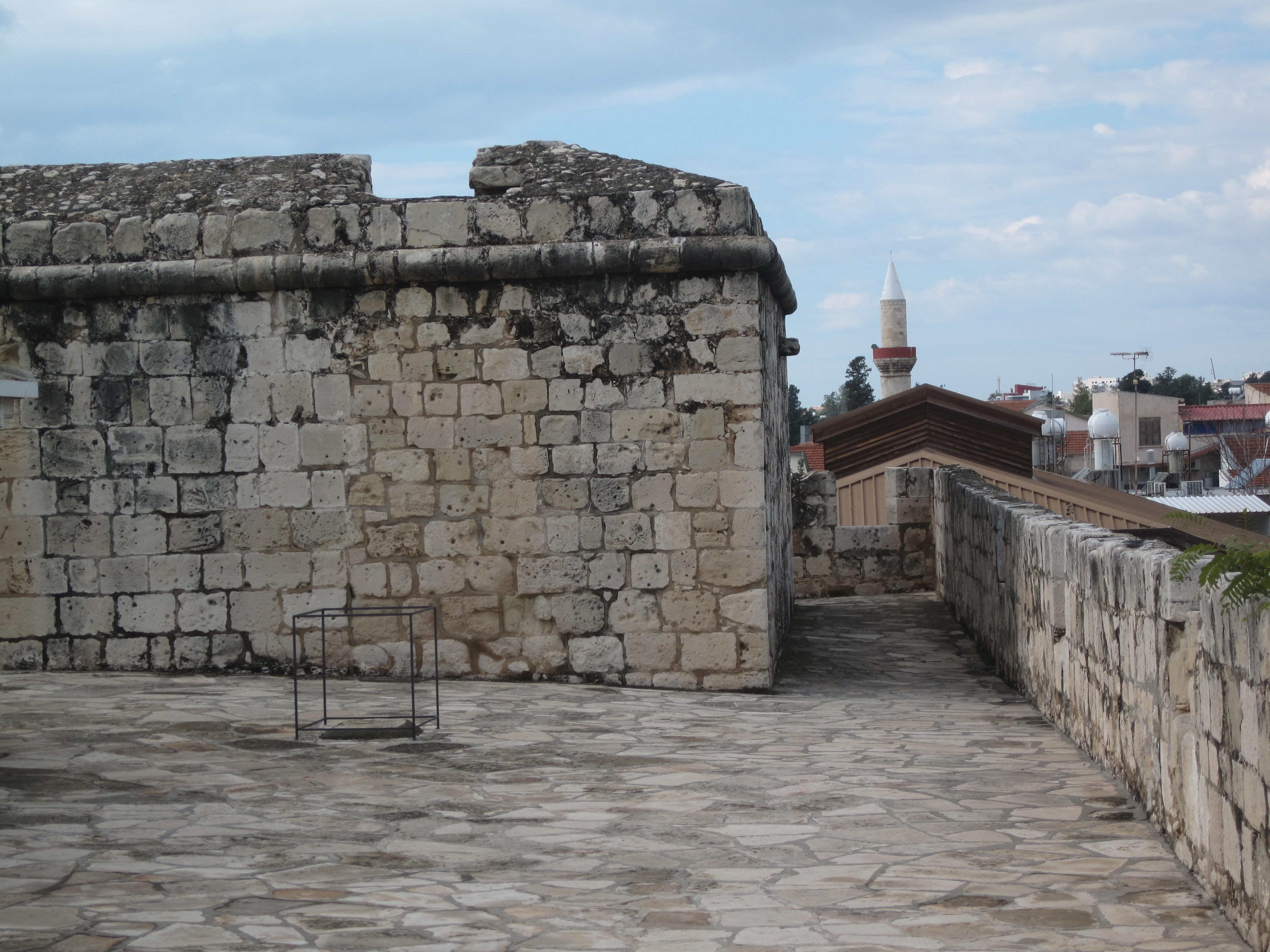
سطح القلعة

قلعة ليماسول (باليونانية: Κάστρο Λεμεσού)‏، (بالتركية: Limasol Kalesi)‏ تقع بالقرب من الميناء القديم في قلب المركز التاريخي لمدينة ليماسول. القلعة كما يظهر اليوم تم بناؤها حوالي عام 1590 في إطار فترة الحكم العثماني. تقع قلعة ليماسول على ارتفاع 7 م.

## تأريخ القلعة
وكشفت التحقيقات الأثرية داخل القلعة أنه تم بناؤها على مدى كاتدرائية بازيليكا مسيحية في وقت مبكر من القرن الرابع. وفي اكتشافات أخرى تحت قلعة تبين وجود كنيسة مهمة، ربما هي الكاتدرائية الأولى في المدينة.وفقا لاتيان وزينيان، شيد القلعة الأصلية غي دي لوزينيان في عام 1193. وأول إشارة رسمية إلى تواريخ الحصن إلى عام 1228، خلال إشراك فريدريك الثاني لألمانيا في شؤون قبرص، وقد تسببت الأضرار الناجمة عن الهجمات المتواصلة للمدينة من قبل جمهورية جنوة والمماليك وكذلك الزلازل بالتناوب على ترميمها وإعادة بنائها.في 1538 استولى العثمانيون على ليماسول والقلعة وبعد ذلك أستطاع حاكم البندقية من قبرص بأعادة السيطرة على القلعة فقرر هدمها من أجل تجنب الأستيلاء عليها مرة أخرى حيث تم الانتهاء من هدمها في عام 1567.بعد الاستيلاء العثماني لقبرص في 1576 أدرجت بقايا أو أجزاء من بقايا القلعة في القلعة العثمانية الجديدة والتي استكملت في 1590.
والتي تم تعزيزها بشكل كبير.حيث تحولت إلى غرف تحت الأرض والطابق الأول إلى زنزانات وسجون وظلت مستخدمة حتى عام 1950.
ووفقا للتقاليد، هذا هو المكان الذي تزوج فيه ريتشارد قلب الأسد من نافار وتوج بها ملكة انكلترا في عام 1191

## معرض صور

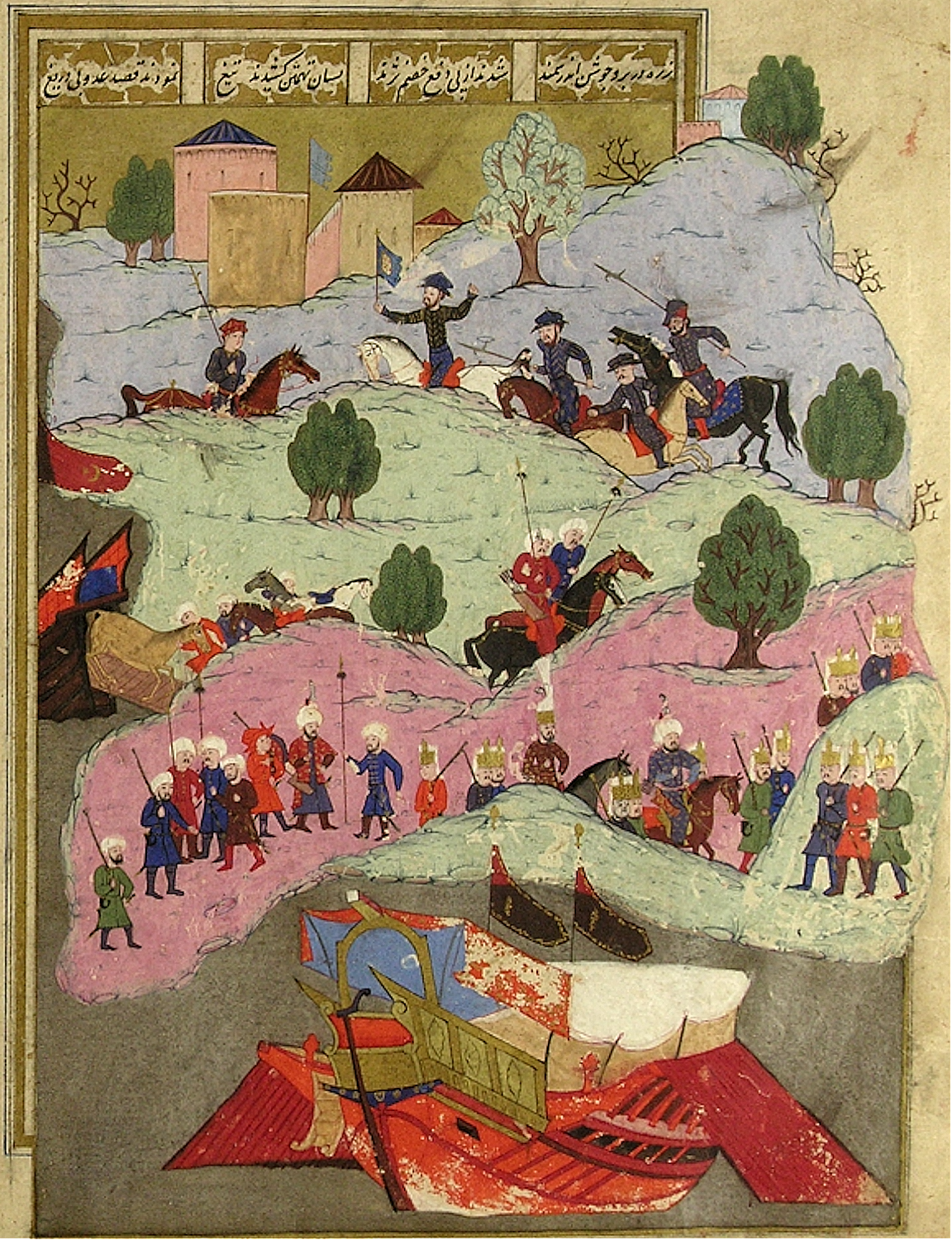
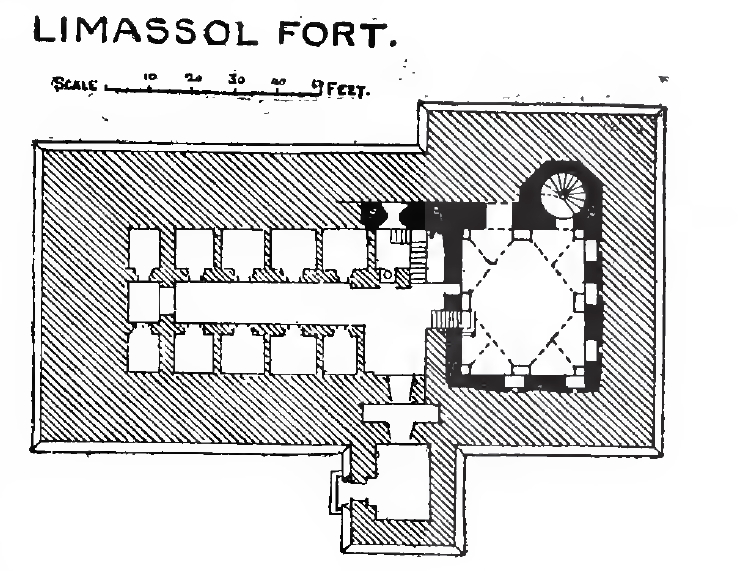
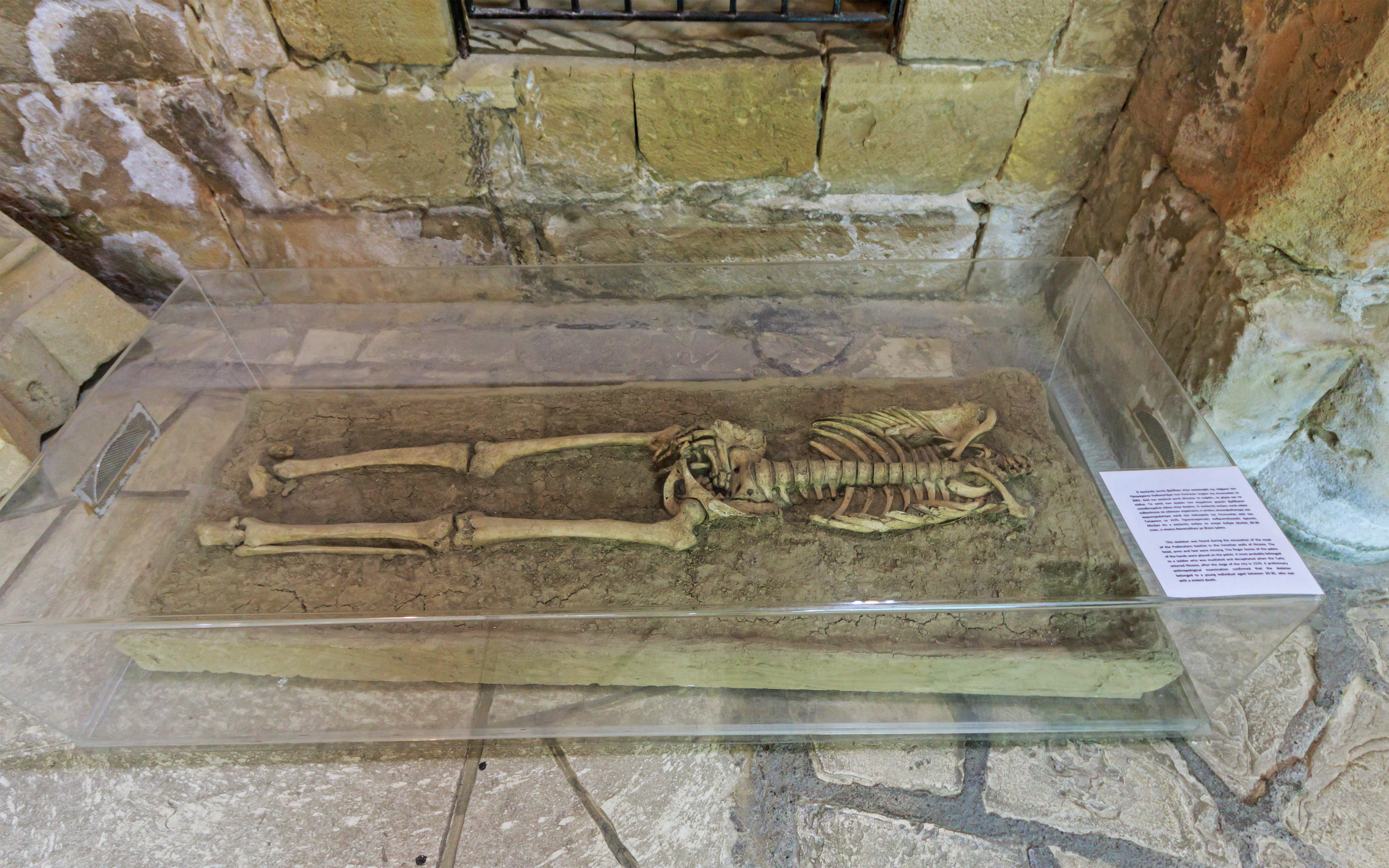
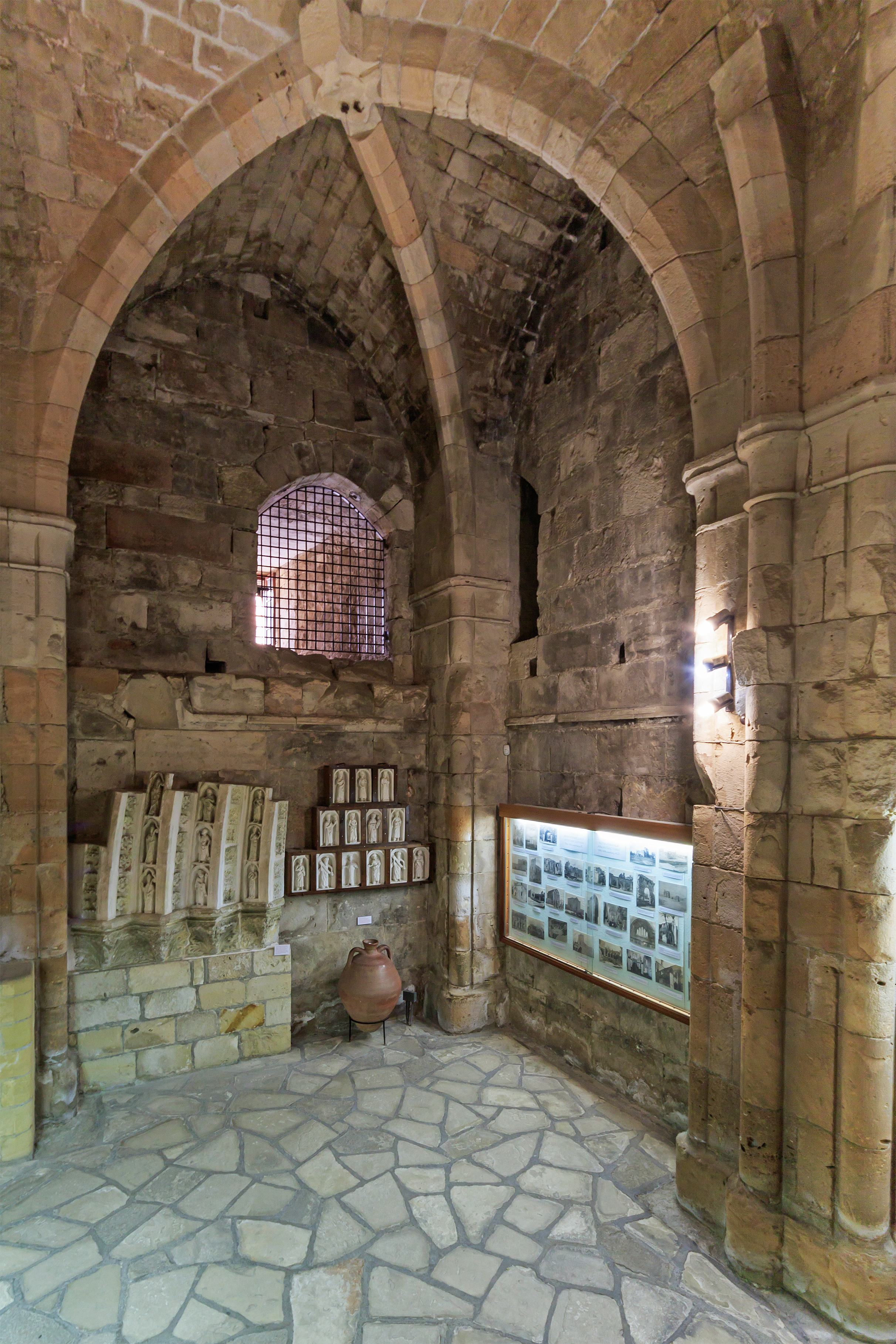